# Metzgeria undulata
Metzgeria undulata là một loài Rêu trong họ Metzgeriaceae. Loài này được Kuwah. mô tả khoa học đầu tiên năm 1981.